# 圣姑庙遗址
圣姑庙遗址，位于中国河北省衡水市城内，为衡水市安平县的一个省级文物保护单位，类型为古遗址，公布时间为2001年2月7日。
圣姑庙遗址的历史年代为元代。